# Пересмішник багатоголосий
Пересмішник багатоголосий (Mimus polyglottos) — вид горобцеподібних птахів родини пересмішникових (Mimidae).

## Опис
Тіло завдовжки до 28 см, розмах крил — 31-38 см, вага — 40-58 г. Основне забарвлення сіре, крила темні з білими смугами, хвіст довгий та чорний. Дзьоб тонкий, чорний, ледь зігнутий донизу. У підвидів забарвлення дещо відрізняється від номінального.

## Поширення
Вид зустрічається на півдні Канади, по всьому США, у Мексиці, країнах Центральної Америки, на островах Карибського моря. Населяє різноманітні біотопи: степи, ліси, міста та села.

## Спосіб життя
Цікавий птах тим, що самець у своєму шлюбному співі копіює різноманітні звуки. Це може бути спів інших птахів, голоси звірів та людей, шум автостради, удар молотка тощо. У природі живе до 8 років, в неволі — до 20 років.

### Живлення
Живиться на землі. В раціон входять різні безхребетні, дрібні плазуни, насіння, ягоди.

### Розмноження
Гнізда будує серед чагарників. В кладці 2-6 яєць, висиджує 12-13 днів. Сміливо захищає своє гніздо від хижаків, інколи закликаючи на допомогу своїх родичів.